# 中革站
中革站位于辽宁省大连市甘井子区，是大连地铁2号线的一个车站，于2022年9月30日随2号线二期工程北段开通投入使用。

## 位置
中革站位于甘井子区张前路，车站主体结构位于张前路下方，共设3个出入口。

## 结构
中革站为岛式站台地下站，B1层为站厅层，B2层为站台层，设有一组岛式站台。
| B1 | 站厅层             | 站厅、自动售票机                      |
| B2 | 轨道               | ← █ 2号线列车往革镇堡（大连北站方向） |
| B2 | 岛式站台，开左边门 |                                       |
| B2 | 轨道               | █ 2号线列车往前革（海之韵方向）→      |

## 出入口
中革站共设有2个出入口，A、B出入口位于张前路西侧，D出入口位于张前路东侧，B出入口外设置无障碍电梯。
| 出口编号 | 出口指示 | 建议前往的目的地                                             |
| -------- | -------- | ------------------------------------------------------------ |
| 出口 · A |          | 中革街、万科公园都会                                         |
| 出口 · B |          | 张前路、辛相路、大连惠盛农业园区、大连麦花集团、万科魅力之城 |
| 出口 · D |          | 张前路                                                       |

## 附近公交线路
- 及   - 716、1106、1201、1203路公交车。